# Q值 (自行車)
自行車的Q值（Q Factor）是指自行車牙盘連接二個踏板曲柄位置之間的距離，延著平行中轴的方向量測，也會稱為是牙盤的tread。這個詞是由Grant Petersen在普利司通時創建。Q值的Q和
鴨子的叫聲quack有關，主要因是為鴨子較寬的兩腳寬度以及蹣跚的步態。
Q值是下支架寬度（中轴）以及曲柄臂寬度的函數。下支架寬度大約從102mm到127mm。登山車的曲柄臂會比道路車寬20mm。
若相同的底支架高度以及牙盘臂長度，Q值較大（tread較寬）表示在踏踏板時的cornering間隙較小。臥式自行車的Q值會比較小。美國自行車動力學家Sheldon Brown提過較窄的tread在人體工學上比較好，比較比較接近人走路時，兩腳所走的軌跡幾乎共線的特性
。
英國伯明翰大学的研究指出，Q值較小會比較有效率，在腳踏踏板時的施力情形較理想，也可以減少膝部變形或是受傷的風險。